# Campanar
Campanar es un barrio de la ciudad de Valencia (España) perteneciente al distrito de Campanar. El barrio se encuentra en el noroeste de la ciudad, siendo el centro histórico del distrito de Campanar.  Limita al norte con Benicalap, al este con El Calvario y Les Tendetes, al sur con El Botánico y La Petxina y al oeste con Sant Pau. Fue en municipio independiente entre 1836 y 1897, en que volvió a ser anexionado a Valencia. Su población en 2023 era de 11.595 habitantes.

## Toponimia
El nombre deriva de campo (camp en valenciano). Así pues, el gentilicio siempre fue campero /a, amén de que en el siglo XIII no existía ningún campanario en el poblado. No obstante, en el Llibre de Repartiment de València se nombre al barrio de Campanar como "Campanar" o "Campanario", y nunca como "campo" o "camp".   Así, en las donaciones aparece ya con el nombre de Campanar, pero como es el caso de muchas de las donaciones, los nombres de personas, pueblos y lugares figuran distorsionados como consecuencia de las dificultades que les suponía a los escribas cristianos entender a los valencianos de aquellos tiempos.

## Historia

Sello municipal de Campanar, empleado a lo largo del

Su origen está en un conjunto de alquerías musulmanas que en 1242 Jaime I entregó a Gaspar Despallargues, según el Llibre del Repartiment. Por él pasaba y continúa pasando la acequia de Rascaña. Eclesiásticamente perteneció hasta 1507 a la iglesia valenciana de Santa Catalina Mártir, erigiéndose este año en parroquia la capilla de Nuestra Señora de la Misericordia. El lunes día 19 de febrero de 1596 se encontró una imagen de la Virgen, pasando la parroquia a denominarse de la Virgen de Campanar. En 1836 se constituyó en Ayuntamiento propio, pero en 1897 volvió a ser anexionado a Valencia. En el Diccionario de Madoz (1845-1850) aparece la siguiente descripción:

CAMPANAR: lugar con ayunt[amiento] de la prov[incia] [...] de Valencia (1/4 leg[ua]). Sit[uado] en la ribera izq[uierda] del r[ío] Turia, al NO. y en la huera de aquella c[iudad] [...] Tiene unas 300 casas de regular construcción, entre las que se ven algunas barracas, y la plaza Mayor rodeada de hermosos cipreses; una escuela de niños [...] otra de niñas [...] y una igl[esia] parr[oquial] (Ntra. Sra. de la Misericordia) [...] En otro tiempo fue una capilla aneja de la parr[oquia] de Sta. Catalina de la c[iudad] de Valencia, pero en 1507 se separó de su matriz. En esta igl[esia] se venera la imágen de Ntra. Sra. de Campanar, que se encontró escondida bajo de tierra en 1596, desde cuya época se la tiene gran devoción en toda la huerta y reino de Valencia [...] El 19 de febrero, aniversario del hallazgo de la Virgen, se celebra una fiesta y romería muy concurrida por los vec[inos] de toda la huerta. Hay 2 ermitas en el térm[ino] dedicadas á la Purísima Concepción y á la Adoración de los Santos Reyes; la primera sit[uada] en la Partida alta y la segunda en la denominada de Tendetes. Los vec[inos] se surten de algunos pozos y de las aguas de otras acequias que se toman del Turia [...] En su radio se encuentra 4 cas[eríos] titulados Partida del medio, id[em] del Pohuet, id[em] alta, id[em] de Tendetes; y por sus inmediaciones pasa el referido r[ío] Turia, que en sus avenidas le ocasiona pérdidas considerables: muchos campos han desaparecido ya, y otros quedan espuestos á igual catástrofe [...] El terreno es sumamente fértil, todo de huerta plantada de frondosas moreras, y se riega con algunas acequias que toman las aguas del Turia [...] principalmente las llamadas de Rascaña y Mestalla [...] Los caminos que conducen á Valencia, Paterna y demás pueblos comarcanos, son carreteros y se hallan en estado regular [...] Prod[ucción]: seda, trigo, maíz, melones, pimientos, muy buen cáñamo, hortalizas y legumbres; sostediendo [sic] al propio tiempo unas 200 cab[ezas] de ganado lanar, únicos que permiten los pocos baldíos de la pobl[ación]. Ind[ustria]: la agrícola, que se halla muy adelantada, y unos 8 molinos harineros, empezando también á establecerse unos grandes tornos para cerner la harina con máquina de agua [...] Pobl[ación]: 305 vec[inos], 1,614 alm[as].
Diccionario de Madoz

Desde la segunda mitad de la década de 1990 este barrio ha sufrido una enorme transformación urbanística que ha acabado con las ricas huertas y las alquerías que tenía en sus alrededores.
El 22 de febrero de 2024 se registró el peor incendio de la historia de la ciudad en un inmueble de catorce plantas y más de 130 viviendas que dejó un saldo de diez muertos y catorce heridos.

## Geografía humana

### Demografía
| Gráfica de evolución demográfica de Campanar entre 1842 y 1887 |
| |
| Población de derecho según los censos de población del INE Población de hecho según los censos de población del INEEntre el censo de 1897 y el anterior, este municipio desaparece porque se integra en el municipio 46250 (Valencia) |

| 1991   | 1996   | 2001   | 2011   | 2012   | 2013   | 2014   | 2015   | 2016   | 2017   | 2018   | 2019   | 2020   | 2021   | 2022   | 2023   |
| ------ | ------ | ------ | ------ | ------ | ------ | ------ | ------ | ------ | ------ | ------ | ------ | ------ | ------ | ------ | ------ |
| 12.449 | 13.141 | 12.610 | 11.871 | 11.808 | 11.805 | 11.707 | 11.595 | 11.662 | 11.601 | 11.604 | 11.593 | 11.573 | 11.547 | 11.505 | 11.595 |

Fuente: Padrón Municipal de Habitantes
|         | Total  | 0-15  | 16-64 | 65 y más |
| ------- | ------ | ----- | ----- | -------- |
| Total   | 11.595 | 1.484 | 6.698 | 3.413    |
| Hombres | 5326   | 717   | 3181  | 1428     |
| Mujeres | 6269   | 767   | 3517  | 1985     |

Fuente: padrón municipal de habitantes 01/01/2023

## Educación
Campanar cuenta con un colegio público (CEIP Campanar) y con un Instituto Público (IES Campanar) que atienden parcialmente las demandas educativas de las familias del barrio. Además cuenta con una de las escuelas de música más activas de la Comunidad Valenciana, el Aula de Música DIVISI. Esta asociación cultural sin ánimo de lucro, fue creada en 1992 por lo que en septiembre de 2012 celebró en el Palau de la Música de Valencia su vigésimo aniversario. En sus aulas, desde su creación, se han iniciado en el mundo de la música más de un millar de personas, muchas de las cuales son, en la actualidad profesionales en el terreno artístico y musical tanto a nivel nacional como internacional. Los coros y orquestas de DIVISI, constituidos por alumnos y amigos del barrio, han actuado tanto en la geografía nacional como internacional.  
En julio de 2013, su coro de voces blancas XIQUETS CANTORS DIVISI llevó a cabo su última gira por Estados Unidos actuando en Washington, Nueva york, Boston, Fulton, Auburn y Buffalo. Su labor cultural y solidaria en el barrio es muy intensa, habiendo participado en numerosos actos benéficos para diversas instituciones de la ciudad (Ayuntamiento de Valencia, Diputación de Valencia, Museo de Historia de Valencia, Casa de la Caridad, iglesia de N. Sra. Misericordia), residencias y centros de la tercera edad (residencia San Juan, centro de día Nuevo Hogar) y fundaciones u ONG (UNICEF, ASPANION, ASINDOWN, MANOS UNIDAS, CÁRITAS DIOCESANAS, CRUZ ROJA, LA CASA GRANDE...). 
Es muy popular y esperada su campaña navideña solidaria denominada Campanar ple de veus DIVISI (Campanar lleno de voces DIVISI), en la que sus coros y orquestas se vuelcan en la recaudación de donativos para una causa solidaria con varios conciertos y con un tradicional pasacalle que recorre las calles del barrio visitando a los numerosos comercios que se han solidarizado. En 2012 fue la beneficiaria de este proyecto la Fundación Le Cadó,dedicada a recaudar fondos para la investigación del cáncer de mama. La página 45 del libro Campanar  de María Ángeles Arazo y Francesc Jarque, publicado en 1998 por el Ayuntamiento de Valencia, está dedicada, íntegramente, a esta institución educativa. El Himno del Pouet (compuesto por José Vicente De Sousa con letra de J. Zanon)[cita requerida], que se canta todos los años en septiembre durante la fiesta al Cristo del Pouet, fue estrenado y es interpretado habitualmente por la Coral DIVISI.

## Cultura y ocio

### Bibliotecas
- Biblioteca Pública Municipal de Valencia - Francesc Almela i Vives: situada en la calle Escultor Miquel Navarro N.º 3 entre el barrio de Campanar i Sant Pau. Dispone de conexión a internet y se utiliza como sala de estudio, lectura y sala para realizar actividades de ocio.[25]

### Banda de Música

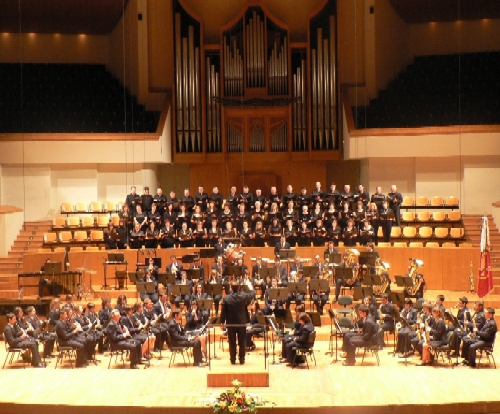
Banda de Campanar.

Campanar cuenta con una banda de música (Banda de Música de Campanar) , que nació en el barrio en enero de 1997. Fue fundada por varios vecinos y vecinas con inquietudes musicales los cuáles tuvieron la necesidad de dotar al barrio de una institución que promoviera, divulgara y formara musicalmente.
Lo que empezó como un proyecto pequeño en manos de unos vecinos y vecinas es ahora un proyecto sólido y con crecimiento. La banda, con sede en la calle Juan Aguilar, cuenta con unos cuarenta músicos, la mayoría de ellos formados en la escuela de la sociedad. La banda participa en conciertos organizados por entidades públicas (Palau de la Música, Ayuntamiento de Valencia...) así como empresas privadas. 
Además, también organiza conciertos durante toda la temporada, siendo el más esperado el concierto de Navidad que anualmente se celebra en la iglesia de Nuestra Señora de la Misericordia (Campanar). Está presidida en la actualidad por Marta Herrero Herrero. 
Desde 2006, la sociedad musical cuenta con una banda juvenil, dirigida por el maestro Raúl Cervera, que prepara a los educandos para su entrada en la banda de titular. También se ha formado un grupo de cuerda, para dar cabida a los niños y jóvenes que eligen ese tipo de instrumentos. Asimismo, además de los instrumentos clásicos de banda, en la Escuela de la Sociedad se imparten clases de piano y guitarra.  En abril de 2007, su escuela de educandos fue reconocida como Centro Autorizado para la enseñanza de la música, por parte de la Consejería de Educación de la Generalidad Valenciana. [cita requerida]
La Banda de Música Campanar tiene como uno de sus objetivos diversificar la oferta de actividades musicales que ofrece y abarcar cada ver una mayor demanda para hacer llegar la música a todo el mundo. Es por ello, que dentro de la asociación se han creado diversas secciones: la Banda Juvenil Campanar, el Coro Infantil de Campanar, la Orquesta Campanar, Batukampa y la Banda Dorada Sinfónica de Campanar.
Además, ha recibido diferentes premios de la Diputación de Valencia, del Ayuntamiento de Valencia, de la Generalidad Valenciana y el último por la contribución a la igualdad de género en la música en 2019 por la FSMCV.

### Coro
Desde 1998, el bario de Campanar cuenta con una agrupación coral que participa en muchos de los actos promovidos por los diversos colectivos culturales del mismo. Este coro, formado por setenta componentes, es una Coral Polifónica Mixta, por lo que está construido con voces mixtas de diversas edades. 
Participa en diversos conciertos organizados por la Diputación Provincial de Valencia como la campaña "Retrobem la Nostra Música", de la Generalidad Valenciana y del Ayuntamiento de Valencia. Y desde el 2004 organiza "Els concerts de Primavera" en el que participan diferentes agrupaciones de la Comunidad Valenciana, de otras Comunidades (Navarra, Andalucía, Cantabria, etc) y también de toda Europa (Goteborg, Montpellier, Perpiñán, Austria, Portugal, Praga).

### Festividades
En febrero, durante más de una semana se llevan a cabo diversos actos. Destacan la nutrida procesión del día de la festividad y la ofrenda en la plaza. Además de celebrarse diversos actos como chocolatadas y reparto entre todos los vecinos de platos de "arròs amb fessols i naps" (arroz con judías y nabos).
El día 19 de febrero se celebra esta advocación mariana de la virgen. Este día conmemora el hallazgo de la imagen de la Virgen en 1596 y desde entonces aclamada como Virgen de Campanar, proclamada Patrona de Campanar el 25 de abril de 1915 al ser Coronada Canónicamente. 
Entre otras festividades dedicadas a la Santísima Virgen de Campanar, se celebra todos los años en febrero el Porrat de la Mare de Déu de Campanar, un mercado popular formado por 50 puestos de artesanía, animaciones, espectáculos de música y danza. Precisamente, el día 25 de abril de 2015 se celebró el Centenario de la Coronación de la Mare de Déu de Campanar con la celebración de una misa de campaña. 
Además, la última semana de junio se celebran las fiestas de verano ya que el buen tiempo acompaña y se pueden realizar festejos como conciertos, cenas populares, actividades infantiles, etc. El sábado a las 20.30h, después de una solemne Misa, sale la procesión de corto recorrido con la imagen de la Virgen de Campanar. Por la noche hay una gran cena popular.
En marzo, durante las Fallas, este barrio retoma un nuevo protagonismo ya que en su demarcación incluye una de las más importantes comisiones de la sección especial, siendo esta l'Antiga de Campanar, galardonada como la mejor falla de Valencia 2024 de la sección especial. Además, la misma Antiga de Campanar se llevó el ninot indultat de las fallas 2023. No solo eso, pues esta comisión fallera también ganó el primer premio de la sección especial en 2017 y 2019, siendo una de las fallas que más popularidad está consiguiendo en los últimos años. 
Por último, durante la última semana de septiembre se celebra la festividad del Cristo de la Agonía, patrón del Pouet, una de las antiguas partidas de huerta de Campanar. 

## Patrimonio

### Patrimonio religioso
Iglesia de Nuestra Señora de la Misericordia: La parroquia de Nuestra Señora de la Misericordia es una obra arquitectónica religiosa del siglo XVI. Pertenece al periodo barroco español y se encuentra ubicada en la plaza de la iglesia N.º 11, en el barrio Campanar de Valencia. Esta iglesia católica se construyó en honor a la Virgen del Campanar en el año 1507 encima de una antigua ermita, propiedad de Ausías de Valeriola.Además, este monumento religioso ha sido declarado como un Bien de Interés Cultural. 